# Marco (singolo)
Marco è un singolo de Gli amici di Marco, pubblicato nel 1982.

## Descrizione
Il brano era la sigla dell'anime omonimo, scritto da Luigi Albertelli su musica e arrangiamento di Vince Tempera. Il brano è interpretato dal Coro di Paola Orlandi. Sul lato B è incisa la versione strumentale. Entrambi i brani sono stati inseriti nella compilation W la tivù e in altre raccolte.

## Tracce
Lato A
- Marco - (Luigi Albertelli-Vince Tempera)

Lato B
- Marco (strumentale) - (Luigi Albertelli-Vince Tempera)